# Districte de Nanterre
El Districte de Nanterre és un dels tres districtes amb què es divideix el departament dels Alts del Sena, a la regió de l'Illa de França. Des del 2017 té 13 cantons i 17 municipis.
El cap del districte és la prefectura de Nanterre.

## Cantons
Els cantons del districte de Nanterre son:
- Asnières-sur-Seine
- Clichy
- Colombes-1
- Colombes-2
- Courbevoie-1
- Courbevoie-2
- Gennevilliers
- Levallois-Perret
- Nanterre-1
- Nanterre-2
- Neuilly-sur-Seine
- Rueil-Malmaison
- Saint-Cloud (en part)

## Comuns
Els comuns del districte de Nanterre, i el seu codi INSEE, son:
1. Asnières-sur-Seine (92004)
2. Bois-Colombes (92009)
3. Clichy-sur-Seine (92024)
4. Colombes (92025)
5. Courbevoie (92026)
6. Garches (92033)
7. La Garenne-Colombes (92035)
8. Gennevilliers (92036)
9. Levallois-Perret (92044)
10. Nanterre (92050)
11. Neuilly-sur-Seine (92051)
12. Puteaux (92062)
13. Rueil-Malmaison (92063)
14. Saint-Cloud (92064)
15. Suresnes (92073)
16. Vaucresson (92076)
17. Villeneuve-la-Garenne (92078)